# JUMP '90
JUMP '90은 대한민국의 가수 민해경의 1990년 발매한 정규 10집이다. 박건호, 함경문 등의 작사가들과, 김종환, 이주호, 박정원등의 작곡가들이 참여한 앨범이다. 활동곡은 보고싶은 얼굴이다.

## 앨범의 특징
8집 수록곡이었던 말하지 않아도가 그리운 날엔이라는 제목으로 수록되어 있다. KBS 주말드라마 꽃피고 새 울면의 삽입곡으로도 유명하다.
보고싶은 얼굴 - 여러분의 인기가요 , 가요톱10 5주 연속 1위 곡.
CD에는 그대 모습은 장미, 약속은 바람처럼, 성숙, 사랑했어요 (원곡:故김현식)가 추가로 실렸다. (참고로 사랑했어요는 이 앨범에 처음으로 CD에 실렸다.)
ABU 가요제에 참여한 이 앨범을 기점으로, 이후 나오는 11집, 12집에 해바라기의 이주호가 곡을 주기로 서로 구두계약을 했다.

## 트랙 리스트
| #   | 제목                                     | 작사   | 작곡   | 편곡 | 재생 시간 |
| --- | ---------------------------------------- | ------ | ------ | ---- | --------- |
| 1.  | 〈보고싶은 얼굴 (90 ABU 가요제 대상곡)〉 | 이주호 | 이주호 | 3:48 |           |
| 2.  | 〈날이 가면〉                            | 이주호 | 이주호 | 3:32 |           |
| 3.  | 〈바람이 불어오면〉                      | 이주호 | 이주호 | 4:22 |           |
| 4.  | 〈사랑인 줄 알았는데〉                   | 김종환 | 김종환 | 3:43 |           |
| 5.  | 〈이런 날 저런 날〉                      | 함경문 | 박정원 | 3:03 |           |
| 6.  | 〈마스카라〉                             | 박건호 | 김진룡 | 3:31 |           |
| 7.  | 〈잠깐만〉                               | 박건호 | 김창남 | 3:03 |           |
| 8.  | 〈이별 그 뒤엔〉                         | 함경문 | 박정원 | 3:43 |           |
| 9.  | 〈내 인생은 바뀌었어요〉                 | 박건호 | 김창남 | 3:57 |           |
| 10. | 〈그리운 날엔〉                          | 한석인 | 한석인 | 3:13 |           |

## 같이 보기
- 민해경 디스코그래피